# Basket Club Terreur
Basket Club Terreur est un club de basket-ball congolais basé à Kinshasa. Fondé en 1963, il évolue en Ligue provinciale de basket-ball de Kinshasa (nommée « Liprobakin »), une compétition annuelle de Kinshasa.
Le club remporte un titre national congolais, la Coupe du Congo en 1992, et quatre titres Liprobakin (1992, 2014, 2020 et 2022). L'équipe fait ses débuts dans la Ligue africaine de basket-ball lors de l'édition 2018–2019 (en), compétition où elle perd ses trois matchs, terminant dernier de son groupe.

## Palmarès
Coupe du Congo
- Champion (1) : 1992[3]
  - Finalistes (4) : 2017, 2018, 2022, 2024

Liprobakine
- Champion (4) : 1992, 2014, 2020, 2022[4]

## Dans les compétitions africaines
Ligue africaine de basket-ball FIBA (1 apparition)
2018–2019 (en) – Phase de groupes (0–3)